# Petrolina de Goiás
Petrolina de Goiás is een gemeente in de Braziliaanse deelstaat Goiás. De gemeente telt 10.061 inwoners (schatting 2009).